# فرانك بيرت
فرانك بيرت (بالإنجليزية: Frank Burt)‏ هو كاتب سيناريو أمريكي، ولد في 1920.

## وصلات خارجية
- فرانك بيرت على موقع IMDb (الإنجليزية)
- فرانك بيرت على موقع أول موفي (الإنجليزية)
- فرانك بيرت على موقع قاعدة بيانات الأفلام السويدية (السويدية)
- فرانك بيرت على موقع قاعدة بيانات الفيلم (الإنجليزية)
- فرانك بيرت على موقع كينوبويسك (الروسية)